# Шведська еміграція до Америки
В ході шведської еміграції у Сполучені Штати в XIX і на початку XX століття, Швецію покинуло близько 1,3 млн. шведів. Основними спонукальними мотивами для переселенців стали доступність вільних земель на Середньому Заході (на території від Іллінойсу до Монтани), їх висока якість і низька вартість, а також гідна оплата праці на заводах і фабриках Чикаго, Міннеаполіса і багатьох дрібніших міст. Америка відрізнялася від Європи низькими податками і відсутністю державної церкви і монархії. Усередині Швеції факторами, що сприяли еміграції, стали зростання народонаселення і неврожаї в країні. Специфіка цього процесу (так звана «ланцюгова міграція») полягала в тому, що емігранти-«першопрохідці» постачали корисною інформацією та рекомендаціями (нерідко і грошима на переїзд) своїх рідних і друзів у Швеції.
Пік шведської еміграції припав на період 1870—1900 років Згідно з переписом населення США 1890 року, число американців шведського походження досягало 800000. Більшість іммігрантів ставали класичними «піонерами прерій», розчищаючи і культивуючи землі Великих Рівнин, тоді як інші осідали в містах, насамперед, в Чикаго. Самотні дівчата, які прибули з шведської провінції, нерідко наймалися покоївками. Багато американців шведського походження, які «відбулися», відвідали батьківщину наприкінці XIX століття й у своїх розповідях описували відмінності у звичаях і звичках двох культур. Деякі поверталися до Швеції з наміром провести тут залишок днів, але міняли свої плани, зіткнувшись з незвичними їм порядками, які новоприбулі приймали за «зарозумілість аристократії», «грубість і невігластво робочого класу», дискримінацію жінок.
Після спаду в 1890-х, еміграція знову почала набирати обертів, породивши тривожні настрої в шведському суспільстві. 1907 року у Швеції на коаліційній основі було створено Парламентську комісію з питань еміграції. Комісія рекомендувала проведення соціально-економічних реформ, щоб зменшити відтік населення, «перейнявши в Америки все найкраще». Незабаром почалася реалізація основних пропозицій комісії, таких як загальне виборче право (для чоловіків), поліпшення житлових умов населення, розвиток економіки, народної освіти. Вплив прийнятих заходів на еміграцію оцінити досить складно, оскільки вже через рік після публікації останнього тому зі звітами комісії почалася Перша світова війна (1914—1918), зменшивши «виїзний потік» до розмірів «струмочка». З середини 1920-х років масова еміграція з Швеції припинилась.

## Передісторія: Шведсько-Американська мрія
У 1638 році шведська Південна компанія заснувала на річці Делавер колонію, назвавши її Нова Швеція. Невелике, нещодавно засноване поселення в пору свого піднесення налічувало не більше 600 шведських і фінських колоністів (Фінляндія в той час була частиною Швеції). 1655 року колонія була відступлена голландцям і увійшла до складу їхнього володіння Нові Нідерланди. Проте, нащадки перших колоністів зберігали свою мову до кінця XX століття. В пам'ять про Нову Швецію створені Шведсько-Американський Історичний музей у Філадельфії, Державний парк Форт Крістіна в Вілмінгтоні (штат Делавер) і національна історична пам'ятка Прінтцхоф (Пенсільванія).
На думку історика Г. А. Бартона, найважливішим наслідком створення Нової Швеції став величезний, стійкий інтерес до Америки, який колонія пробудила у шведському суспільстві. Америка сприймалася як «флагман» лібералізму і громадянських свобод і стала ідеалом для вільнодумних шведів. Їх захоплення Америкою було пов'язане з уявленнями про «золоту добу» Швеції і нордичними ідеалами давнини. На загальну думку, в Новому Світі шведи могли знову знайти свої «вічні цінності», втрачені під зовнішнім впливом. Подібні ідеї служили основою для шведської (а пізніше — шведсько-американської) дискусії про Америку, хоча так звані «вічні цінності» з часом змінювалися. У XVII і XVIII століттях шведи, які виступали за більшу свободу віросповідання, бачили в Америці зразок для наслідування. Акцент змістився з релігії на політику в XIX столітті, коли ліберально налаштовані представники шведського суспільства c захопленням спостерігали за розвитком республіки і цивільних свобод у США. На початку XX століття Шведсько-Американська мрія, нарешті, знайшла своє вираження в концепції «соціальної держави», відповідальної за добробут своїх громадян.
Шведські дебати про Америку до XIX століття, більшою частиною, залишалися в площині теорії, оскільки дуже небагато шведів у ту пору мали досвід життя в Америці. Еміграція була незаконною, а населення розглядалася як «багатство нації». Однак, між 1750 і 1850 роками чисельність населення Швеції подвоїлася, тоді як темпи економічного розвитку країни були істотно нижчі. Подібна диспропорція викликала в суспільстві побоювання перенаселення, засновані на впливовій у той час теорії Мальтуса. В 1830-ті закони проти еміграції були скасовані.

## XIX століття

### Початок масової європейської еміграції: «попит і пропозиція»
«Піонерами» великої еміграції з Європи в США в XIX столітті виступили Велика Британія, Ірландія та Німеччина, які, після 1850 року, наслідували держави Скандинавії і, у свою чергу, країни Центральної та Південної Європи. Дослідження рушійних сил настільки масової європейської еміграції засноване на складних статистичних методах.
Однією з теорій, що набули широкого розповсюдження, став проведений у 1926 році Х. Джеромом аналіз так званих «пушпульних факторів» (інакше — факторів «попиту і пропозиції») — спонукальних мотивів еміграції, що діяли з боку США і Європи, відповідно. Джером виявив, що зміни в масштабах міграції більшою мірою були пов'язані з економічною ситуацією в Америці, з чого зробив висновок, що «попит» діяв сильніше, ніж «пропозиція». Висновки Джерома нині поставлені під сумнів, але, як і раніше, служать основою для багатьох робіт з даної проблеми.
Шляхи розвитку еміграції в Скандинавських країнах істотно відрізнялися. Масова еміграція з регіону почалася в Норвегії і протягом усього століття залишалася найбільшою в Європі. Швеція включилася в цей процес на початку 1840-х років, посівши в підсумку третє місце за кількістю переселенців у США (після Ірландії та Норвегії). Набагато менший розвиток отримала данська еміграція, тоді як ісландська характеризувалася пізнім стартом, незабаром, втім, досягнувши показників, порівнянних з норвезькими. Масову еміграцію з Фінляндії, яка почалася не раніше кінця 1880-х, зазвичай розглядають у межах східноєвропейської хвилі.

### Подорож через Атлантику

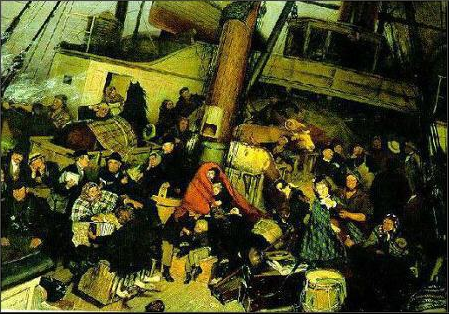
Емігранти — картина художника Кнут Екваль (1843—1912)

Перші емігранти з Європи добиралися до Америки в трюмах торгових вітрильників. З настанням епохи пари, до кінця 1860-х, виникла ефективна система трансатлантичних пасажирських перевезень. Основу її складали величезні океанські лайнери, операторами яких виступали міжнародні судноплавні компанії, такі, як Cunard Line, White Star Line і Inman Line. Швидкість і пасажиромісткість гігантських пароплавів сприяли здешевленню квитків. Багато маршрутів, які обслуговувалися транспортними компаніями, починалися в шведських портах Стокгольма, Мальме і Гетеборга; деякі з них відрізнялися складністю і включали переїзд через море і подорож сушею до чергового порту. Наприклад, Північно-Німецькі транспортні агентства використовували регулярне пароплавне сполучення між Стокгольмом і Любеком для переправи шведських емігрантів у Німеччину, з їх подальшим перевезенням залізницею в Гамбург або Бремен. Тут мандрівники могли взяти квиток до британських Ліверпуля або Саутгемптона, що служили портами відправлення для великих трансатлантичних лайнерів. Втім, більшість шведських переселенців надавали перевагу морському шляху з Гетеборга у Кінгстон-апон-Галл (Велика Британія), звідки паровоз доставляв їх у Ліверпуль.
До кінця XIX століття на службі у найбільших пароплавних компаній перебували агенти, які вербували емігрантів у Швеції, і добре налагоджена пропагандистська машина. Основна частина агітаційних матеріалів, таких, як рекламні буклети, листівки, вироблялася в США.
Консервативні шведські еліти, налякані відтоком з країни сільськогосподарських робочих, все частіше звинувачували пароплавства в підривній діяльності. У Швеції XIX століття звинувачення транспортних компаній у повальній еміграції стали одним із стереотипів, однак сучасні історики по-різному оцінюють реальне значення таких факторів. Brattne і Åkerman вивчили рекламні кампанії та зниження цін на квитки як можливу третю силу поряд з «попитом» і «пропозицією». Згідно з висновками дослідників, ні реклама, ні ціноутворення не чинили на шведську еміграцію визначального впливу. Хоча компанії неохоче відкривають свої архіви, на підставі доступних даних можна припустити, що ціни на білети впали в 1880-х роках, але надалі зберігалися на високому рівні завдяки ціновій політиці картелів. З іншого боку, Бартон зазначає, що вартість подорожі через Атлантику різко знизилась між 1865 і 1890 роками, що підштовхувало менш забезпечених шведів до еміграції. Дослідження Brattne і Åkerman показали, що буклети, які розсилалися агентами пароплавств, не стільки прикрашали життя в Новому Світі, скільки описували зручності і переваги окремо взятої компанії. Американські реалії зображувалися в цілому достовірно; загальні поради емігрантам давалися стисло, але інформативно.

### Середина XIX століття

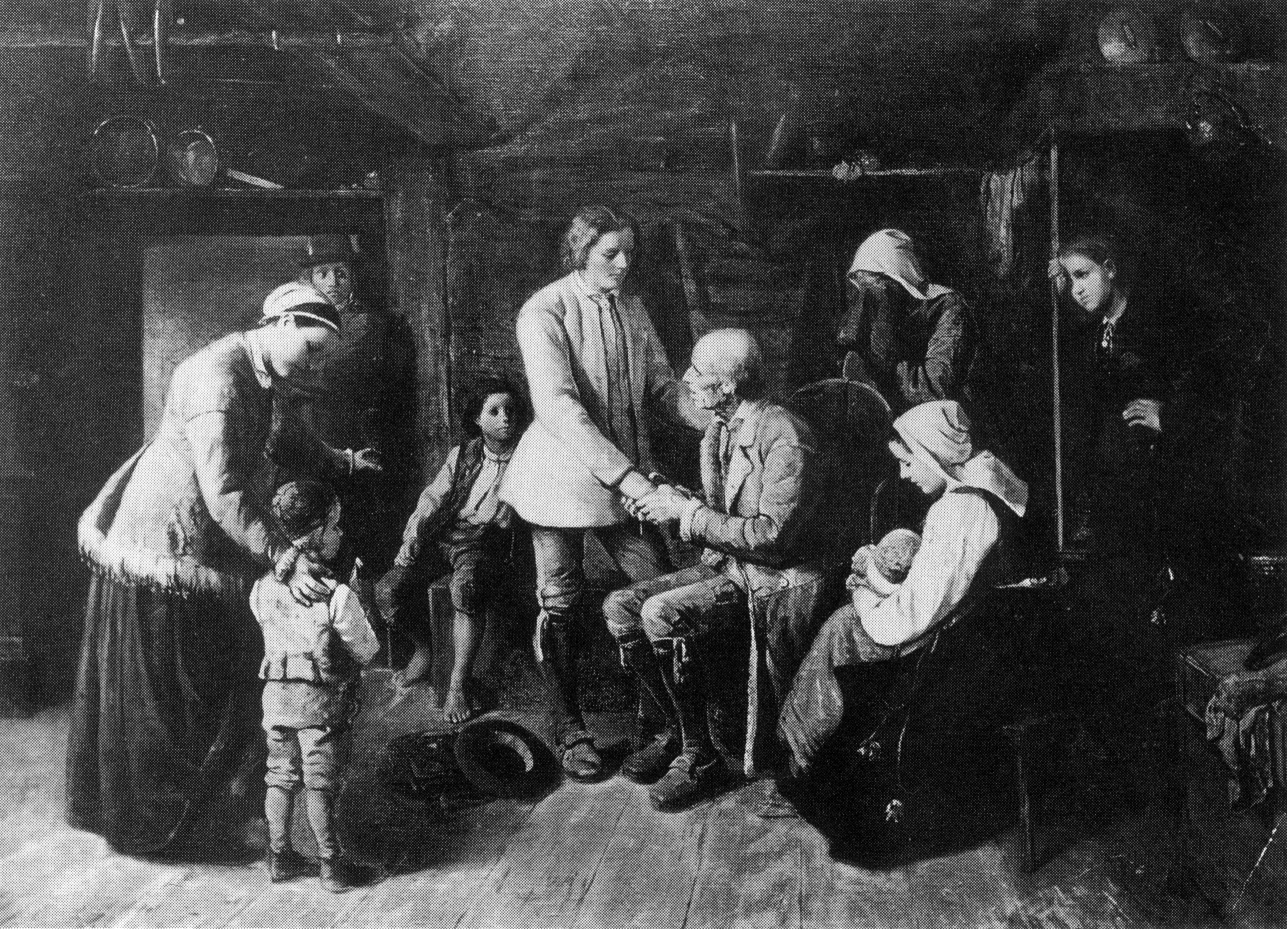
Емігранти пензля Віктор Хеландер (1839—1901): юний фермер стримано прощається з близькими.

Масова шведська еміграція почалася з від'їзду з Уппсальського університету випускника Густава Унонія (1810—1902), разом з його дружиною, служницею і двома студентами. 1841 року ця невеличка група заснувала поселення, назване ними Нова Уппсала, на території графства Вокеша (нині штат Вісконсин), і з ентузіазмом першопрохідців почала освоєння незайманих земель «в одній з найкрасивіших долин, яку тільки міг запропонувати цей світ». Перебравшись у Чикаго, Уноній незабаром розчарувався в американській дійсності, однак його захоплені звіти про просте і гідне життя піонера, опубліковані в ліберальній газеті Aftonbladet, вже привернули увагу шведів до заходу.
Зростання шведської еміграції було зумовлене економічними, політичними та релігійними причинами, які, насамперед, зачіпали селянство. У Швеції зростання населення і часті неврожаї лише погіршували ситуацію, при якій 3/4 населення харчувалися за рахунок крихітних земельних наділів. В особливо важкому становищі опинилися мешканці Смоланда — провінції, що стала «осередком» еміграції. В цьому плані американський Середній Захід являв собою повну протилежність Смоланду, про що в 1842 році повідомляв Уноній: «[цей регіон] більше, ніж будь-яке інше місце на Землі, схожий на ідеал, який дається природою для щастя і зручності людини». В преріях Дикого Заходу землі було в надлишку; ґрунти були глинистими, а ділянки перебували у власності уряду. З 1848 р. ці території продавалися скваттерам за $1,25 за акр ($28 за акр, або $69 за гектар, станом на 2012 рік), на підставі Акта про переважне право фермерів на купівлю державної землі (пізніше заміненого Законом про гомстеди). Недорога і родюча земля Іллінойсу, Айови, Міннесоти і Вісконсина приваблювала як безземельних і розорених європейських селян, так і успішніших фермерів.
Не менш привабливими виявилися і політичні свободи. Рівень грамотності шведських селян був одним з найвищих у Європі; не дивно, що сільському населенню Швеції стали відомі радикальні ідеї (рівноправності та інші), під прапором яких пройшли європейські революції 1848 року. Суперечності між шведським лібералізмом і консервативним монархічним режимом ще більш пробуджували інтерес до політики в середовищі знедолених, багато з яких сподівалися реалізувати свої республіканські ідеали в США.
Представники незалежних від державної церкви християнських громад обурювалися ставленням до них з боку релігійних властей. Конфлікти між парафіянами Шведської лютеранської церкви та новими церквами були найбільш вибухонебезпечними в сільській місцевості, де прихильники других розвинули бурхливу діяльність, перебуваючи при цьому в полі зору місцевих органів і пастора. До того, як у 1809 році недержавні церкви отримали певні права, обмеження «незаконних» форм богослужіння і віросповідання часто змушувало цілі «парафії» покидати країну, з метою створення власних релігійних громад на чужині. Найбільша з таких груп, що складалася з послідовників проповідника Еріка Янссона, заснувала наприкінці 1840-х рр. колонію Бішоп-Хілл (Іллінойс).

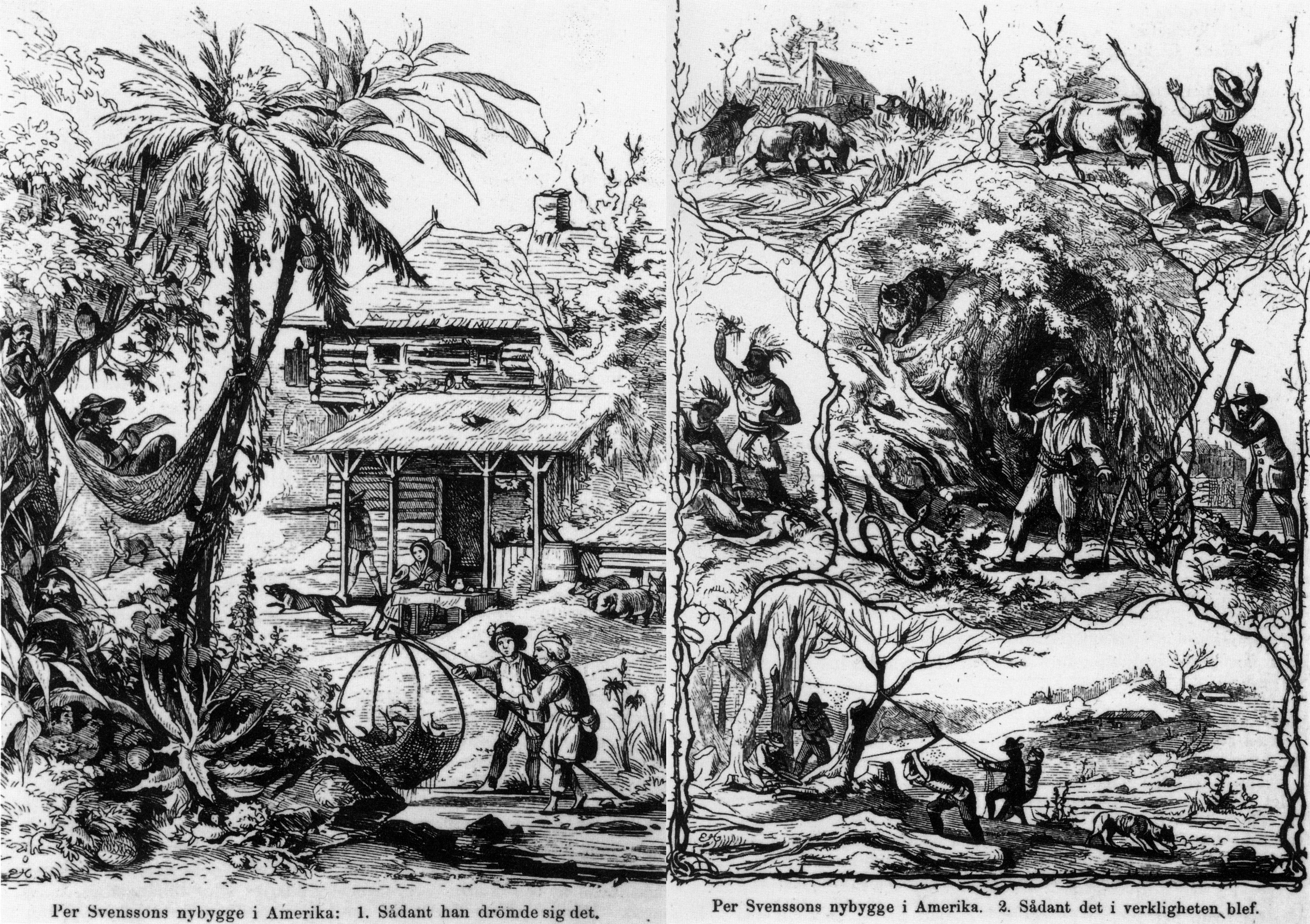
Шведська пропаганда проти еміграції, що зображає «американську мрію» Пера Свенссона (ліворуч) і дійсність, в якій його підстерігають кугуар, величезна змія і індіанські «мисливці за головами» (праворуч).

Перший шведський путівник для емігрантів був опублікований у 1841 році, в рік відплиття Унонія; ще дев'ять подібних видань вийшли між 1849 і 1855 роками. Агенти компаній рекрутували великі групи шахтарів і лісорубів прямо в Швеції. Подібним чином вербували і будівельників для американських залізниць (вперше — в 1854 році), наприклад, для Центральна залізниця Іллінойсу.
Представники шведського істеблішменту ставилися до еміграції вкрай негативно. Світською та духовною владою вона сприймалася як «відтік робочої сили» і як своєрідний «бунт» нижчих класів. У щоденниках і спогадах емігрантів нерідко можна зустріти опис того, як місцеве духовенство «лякає» переселенців «чужоземними єретиками». Консервативний друк звинувачував емігрантів у відсутності патріотизму і в «моральній нестійкості»: «Немає працівників більш лінивих, аморальних і байдужих, ніж ті, які перебираються в чужі краї». Еміграція засуджувалася як безрозсудна «манія» або божевілля, пробуджене в неосвічених масах іноземними агентами. У відповідь ліберальна преса заявляла, що «лакеї монархізму» забули згадати про тяжке становище в шведському селі, як і відсталість економічних і політичних інститутів Швеції. «Так, еміграція, воістину, манія», — з сарказмом писала ліберальна Göteborgs Handels — och Sjöfartstidning, — «Нав'язливе бажання наїстися досита після роботи, що доводить до виснаження! Божевільна ідея прогодувати себе і свою сім'ю чесним способом!»

## Кінець XIX століття
Шведська імміграція в США досягла свого піку у 1870-1900-х роках Шведсько-американська громада, розмір якої в 1865 році досягав 25000 чоловік, збільшувалася з кожним роком. Згідно перепису населення США, до 1890 року чисельність американців шведського походження становила понад 776000. Найвищої позначки шведська імміграція в США досягла в 1869 і 1887 роках Більшість з новоприбулих оселилися на півночі країни. Основну їх частину становили селяни, змушені покинути Швецію внаслідок катастрофічних неврожаїв зернових, які вирушили в Америку в пошуках дешевої землі. Останньому неабиякою мірою сприяло прийняття у 1862 році закону про гомстеди. Багато емігрантів ставали піонерами, розчищаючи і обробляючи незайману землю Середнього Заходу і поширюючи довоєнні поселення далі на захід, на території Канзасу і Небраски.